# 中山高亮

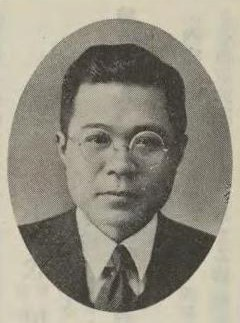
中山高亮

中山 高亮（明治34年（1901年）7月- 没年不明）は、日本の発明家。
福岡県甘木町出身。大正9年に福岡県立朝倉中学校（現在の福岡県立朝倉高等学校）を中途退学し、大阪に行き大正10年から鑿岩機の電化を研究する。大正14年に鑿岩機を完成させ、電力鑿岩機の特許を得て中山工業所を興す。

## 特許
- 特許第66147号 電力鑿岩機
- 特許第89910号 電力鑿岩機